# Andrzej Beck
Andrzej Beck (ur. 11 września 1926, zm. 20 lipca 2011) – żołnierz Polskich Sił Zbrojnych, inżynier, działacz polonijny i prezes Instytutu Józefa Piłsudskiego w Ameryce w latach 1993–1999.

## Życiorys[1]
Syn Józefa Becka, Ministra Spraw Zagranicznych II RP, i Marii Słomińskiej. Był uczniem I Państwowego Gimnazjum i Liceum im. Stefana Batorego w Warszawie. Po wybuchu II wojny światowej wraz z matką opuścił Polskę i przez Rumunię, Włochy, Francję i Portugalię przybył do USA.
Absolwent szkoły podchorążych artylerii w Szkocji (1945), żołnierz 4 pułku artylerii ppanc. Ukończył studia inżynierskie na Rutgers University, New Jersey. Pracował jako inżynier w Waterbury Farrel (od 1958), dyrektor handlowy (1971–1977) i wiceprezes.
W 1983 założył własną firmę Eastport Trading w Cheshire, Connecticut. Był członkiem Rady Instytutu Józefa Piłsudskiego w Ameryce w latach 1967–1972 i 1988–2009, prezesem Instytutu w latach 1993–1999, później wiceprezesem.
Postanowieniem prezydenta RP Aleksandra Kwaśniewskiego z 18 czerwca 2003 został odznaczony Krzyżem Oficerskim Orderu Zasługi Rzeczypospolitej Polskiej za wybitne zasługi w działalności na rzecz środowiska polonijnego.